# Base antarctique Saint-Clément-d'Ohrid
La base antarctique Saint-Clément-d’Ohrid (en bulgare Свети Климент Охридски, translittération scientifique internationale Svetí Klíment Óhridski) est une station de recherche bulgare située sur l’île Livingston (îles Shetland du Sud, Antarctique).

## Histoire et géographie
Le nom de la base a été donné en l’honneur de saint Clément d’Ohrid (840-916), savant médiéval de premier plan et premier évêque bulgare, qui a œuvré pour le compte de Boris Ier, tsar des Bulgares.

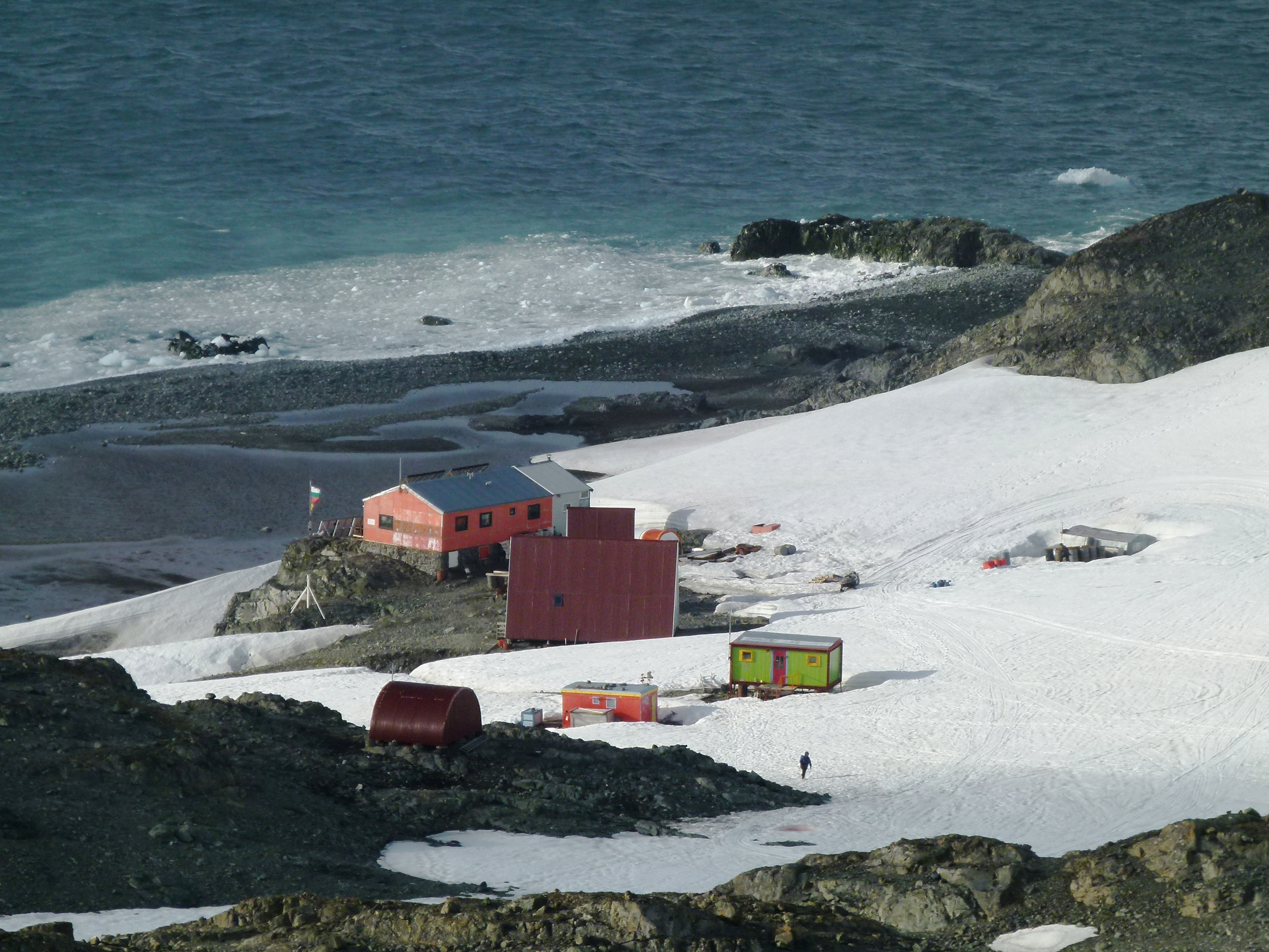
La base en 2012.

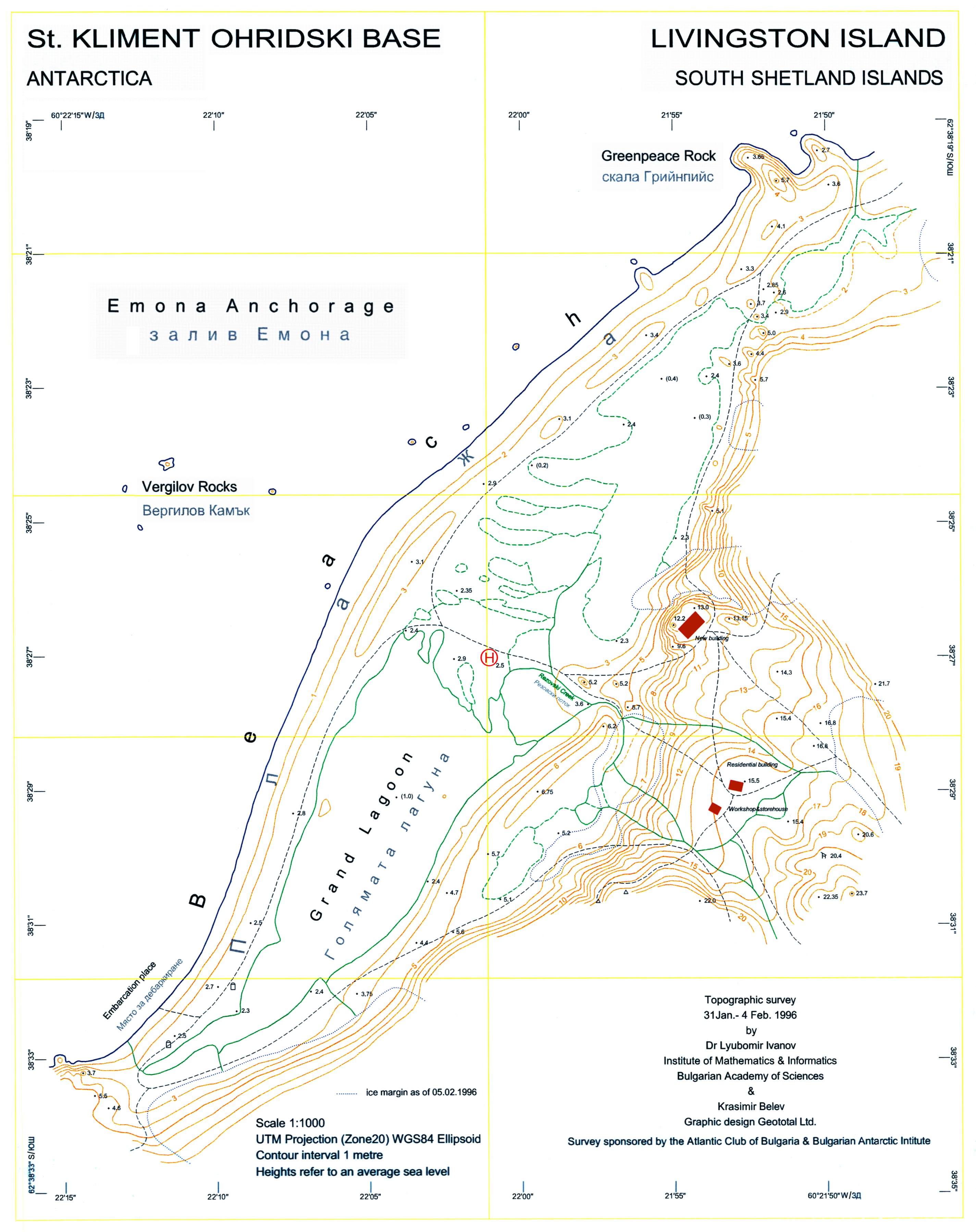
Carte topographique du secteur de la base, 1996

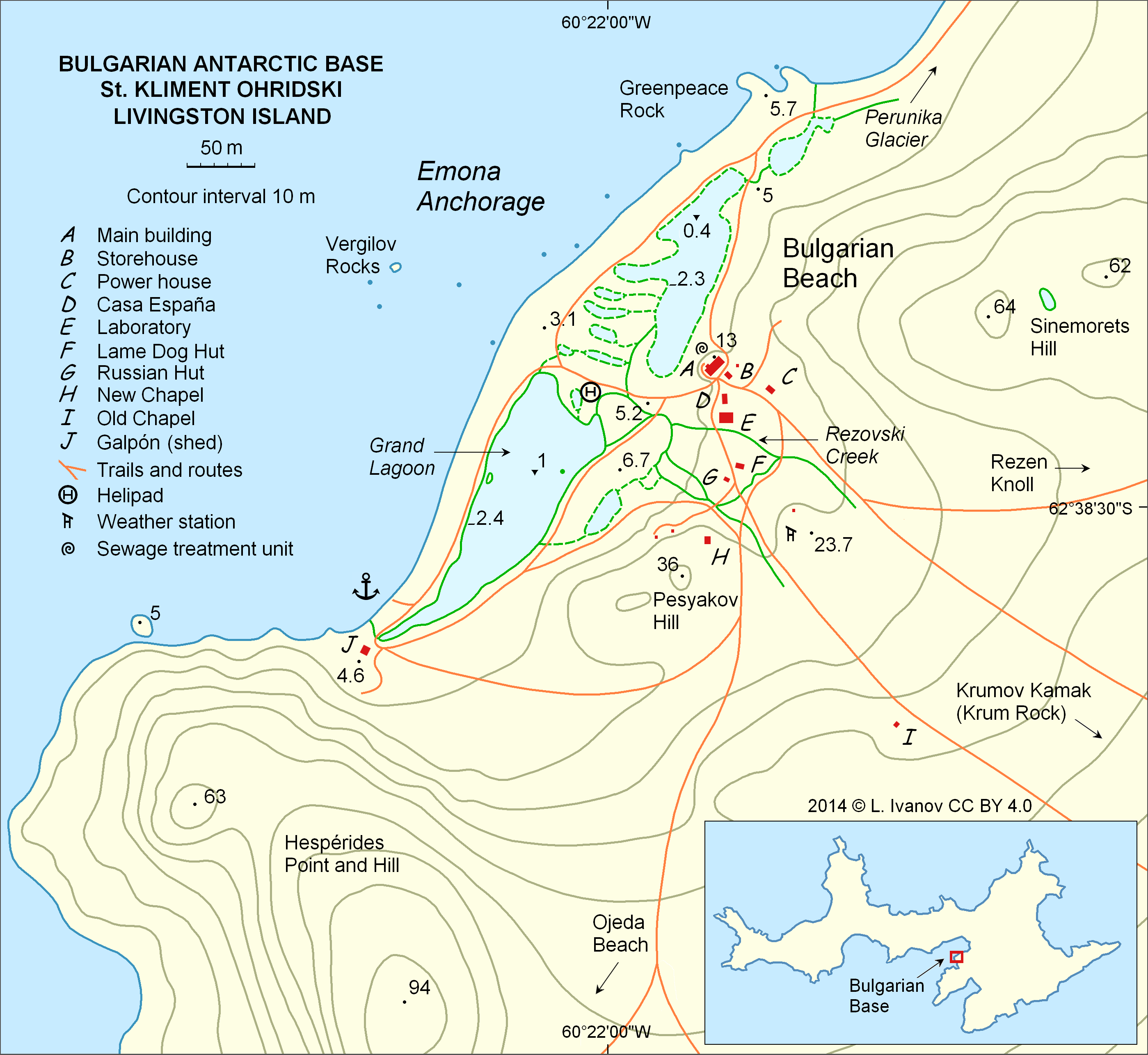
Carte topographique du secteur de la base, 2014

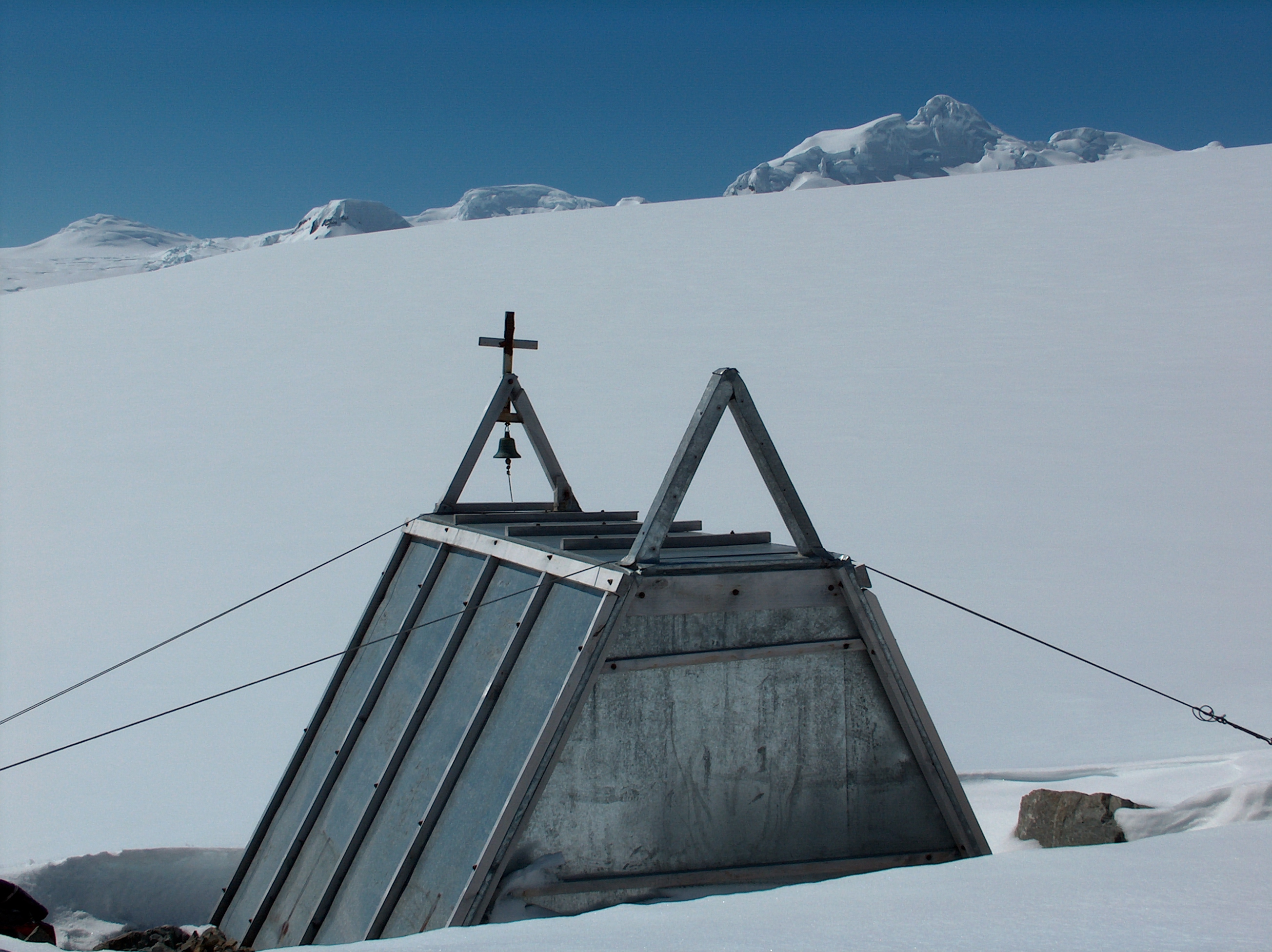
La chapelle de Saint-Jean de Rila

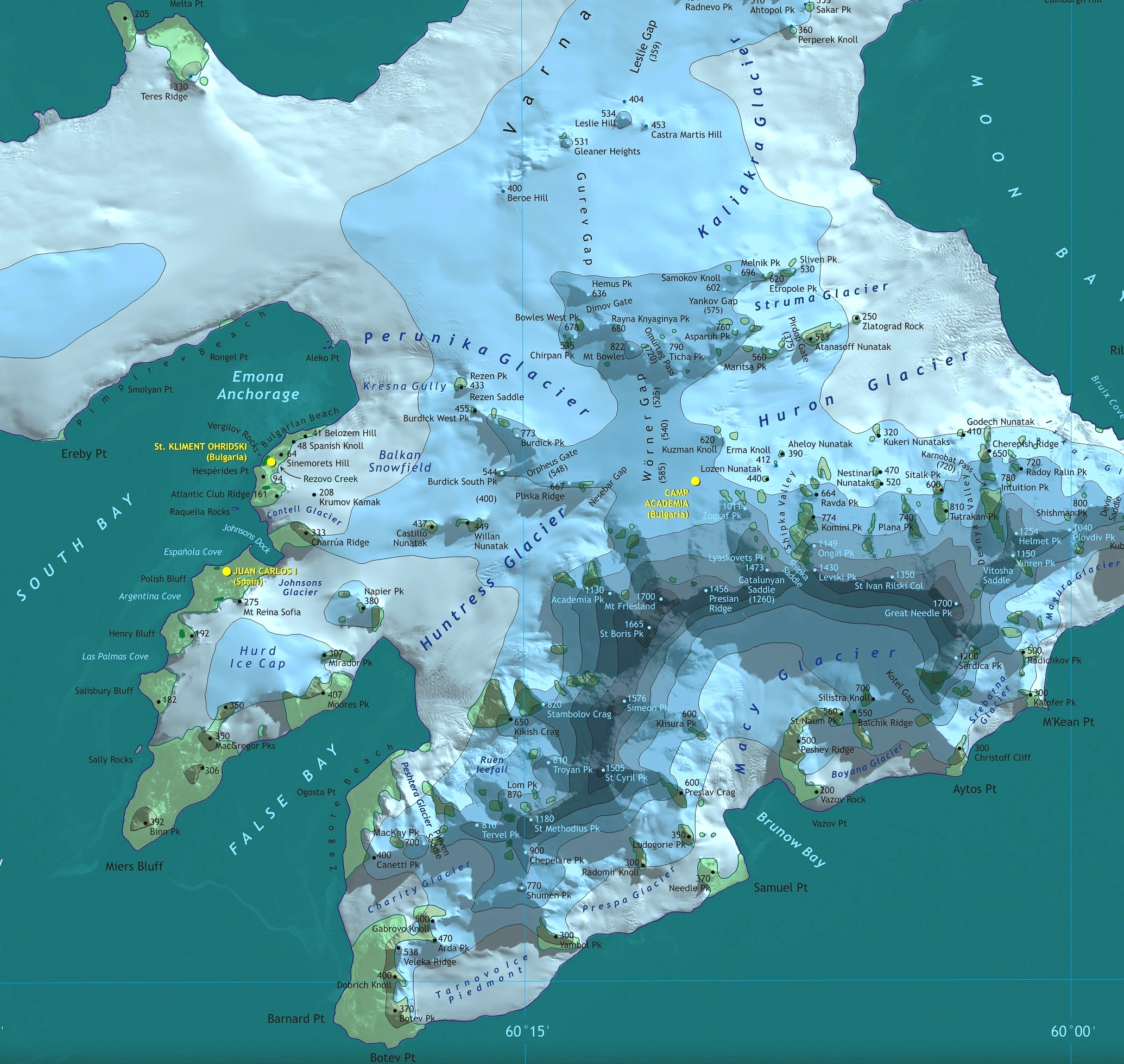
La région centrale de l’île Livingston avec les bases Saint-Clément-d’Ohrid, Juan Carlos I, et Champ Académie

La base antarctique Saint-Clément-d'Horid est située à 130 m de l’ancrage d’Emona sur la baie sud, qui est utilisée pour le transfert de personnes et cargaisons par zodiac.  En été, la zone de la base est traversée par le ruisseau de Rezovo, qui fournit un approvisionnement en eau.
Les deux premières constructions de la base ont été réalisées en avril 1988 par la première expédition antarctique bulgare, et ont été rouverts plus tard en 1993.  Un nouveau bâtiment a été ajouté en 1996-98.  La première chapelle orthodoxe dans l'Antarctique, Saint-Jean-de-Rila, a été construite en 2003. Un bureau des postes bulgares fonctionne à Saint-Clément-d'Ohrid depuis 1995. La Cabane du Chien boiteux, qui était le principal bâtiment de la base jusqu'en 1998, désormais le plus ancien bâtiment de l'île, est classé comme monument historique de l'Antarctique.
Des représentants des institutions nationales responsables des activités bulgares dans l'Antarctique rendent régulièrement visite à la base, comme le président bulgare Gueorgui Parvanov, en janvier 2005.
La base se trouve à un endroit stratégique, car elle est bien reliée au plateau Balkan, aux arêtes de Burdick, Pliska et Bowles, à la montagne de Tangra, et à d'autres régions situées à l'intérieur de l'île Livingston. La localité centrale du Camp Académie est située 11 km à l'est de Saint-Clément-d'Ohrid. La base antarctique espagnole Juan Carlos Ier est située 2,7 km au sud/sud-ouest, et est reliée par des zodiacs et par une route terrestre de 5,5 km à la station bulgare.
La base Saint-Clément-d'Ohrid est utilisée par des scientifiques bulgares et beaucoup d'autres nationalités pour la recherche en géologie, biologie, glaciologie, topographie, ainsi que pour l'information géographique.  La base reçoit aussi la visite de bateaux touristiques venant du Point Hannah, un des lieux touristiques les plus appréciés de l'Antarctique, qui est situé seulement 12 km à l'ouest.

## Cartes
- (bg) Base Saint-Clément d'Ohrid, Île Livingston, carte topographique à l'échelle 1:1 000, Projet de la Commission bulgare pour les toponymes antarctiques, soutenu par le Club Atlantique de Bulgarie et l'Institut Antarctique Bulgare, Sofia, 1996 (La première carte topographique antarctique bulgare).
- (en) Antarctica: Livingston Island, South Shetland Islands (from English Strait to Morton Strait, with illustrations and ice-cover distribution), 1:100 000 scale topographic map, Antarctic Place-names Commission of Bulgaria, Sofia, 2005
- (en) L.L. Ivanov. Antarctica: Livingston Island and Greenwich, Robert, Snow and Smith Islands. Scale 1:120 000 topographic map.  Troyan: Manfred Wörner Foundation, 2009.   (ISBN 978-954-92032-6-4)
- L.L. Ivanov. Antarctica: Livingston Island and Smith Island. Scale 1:100 000 topographic map. Manfred Wörner Foundation, 2017.  (ISBN 978-619-90008-3-0)
- Antarctica, South Shetland Islands, Livingston Island: Bulgarian Antarctic Base. Sheets 1 and 2. Scale 1:2000 topographic map. Geodesy, Cartography and Cadastre Agency, 2016. (in Bulgarian)